# José Jurado
José Ángel Jurado de la Torre (ur. 21 czerwca 1992 w Sewilli) – hiszpański piłkarz występujący na pozycji pomocnika, zawodnik hiszpańskiego klubu FC Cartagena.

## Życiorys

### Kariera klubowa
Występował w klubach: Real Betis B, Villarreal B, CD Mirandés, UD Almería B, UD Almería, FK Bodø/Glimt i Sheriff Tyraspol.
27 sierpnia 2019 podpisał kontrakt z hiszpańskim klubem FC Cartagena, umowa do 30 czerwca 2020.  